# Noeggerathiales
Le neggeratiali (Noeggerathiales) sono un ordine di piante estinte, probabilmente appartenenti alle progimnosperme. Vissero tra il Carbonifero superiore e il Triassico (310 - 210 milioni di anni fa).

## Descrizione
Generalmente queste piante dovevano avere l'aspetto di cespugli o bassi arbusti. I rami laterali erano disposti a spirale lungo il tronco, e le foglie erano ugualmente spiralate. La disposizione delle fronde era vagamente simile a quella delle felci. Le foglie erano ovali o lanceolate, spesso dentellate alla sommità e dotate di numerose nervature ramificate. Le foglie erano microfille (cioè raccolte su un rametto terminale) e la loro origine ricorda quella degli equiseti; gli organi riproduttivi, invece, assomigliano a quelli dei licopodi. I grossi tronchi fossili sono spesso segnati da cicatrici che potrebbero rappresentare rami laterali caduti.

## Tassonomia
Le noeggeratiali erano piante arborescenti o erbacee caratterizzate da foglie inserite a quattro a quattro, in verticilli sovrapposti. I generi principali sono Noeggerathia e Tingia; sono conosciute anche porzioni fertili (Noeggerathiostrobus) che portavano sia microspore che macrospore.
A causa di lacune nella documentazione fossile, questo gruppo di piante non è ben conosciuto ed è ancora poco definito; il loro stato tassonomico e la posizione sistematica nel regno delle piante è tuttora discussa. Alcuni studiosi ritengono che le noeggeratiali siano delle forme di passaggio tra le sfenofite (gli equiseti) e le pteropsidi (le piante comprendenti felci, gimnosperme e angiosperme).
Recenti scoperte avvenute in Cina, in strati del Permiano, hanno permesso di ricostruire più in dettaglio le noeggeratiali, e nei prossimi anni ulteriori studi dovrebbero portare a una classificazione più precisa.